# 交戦者資格の四条件
交戦者資格の四条件（こうせんしゃしかくのよんじょうけん）とは、ハーグ陸戦条約附属書「陸戦の法規慣例に関する規則」の第一条で規定される民兵及び義勇兵団における合法交戦者を定義する四つの条件である。

## 概要
交戦者資格の四条件（こうせんしゃしかくのよんじょうけん）は、ハーグ四条件、交戦者の条件ともいわれる。
もともと正規の教育訓練を受けた兵士と比べて、指揮系統が不明確で、遵法意識の低い民兵、義勇兵を想定しているが、適用範囲は合法交戦者全体に及ぶ。
交戦者資格の四条件は、ハーグ陸戦条約中における「交戦者」の定義であり、ハーグ陸戦条約における権利・義務の適用者（たとえば捕虜待遇などの交戦者特権を持つ者や、降伏・休戦が適用される者）たる条件を規定している。四つの条件のうち一つでも欠けると非合法交戦者とみなされ交戦者特権を失う場合がある。
また、兵士を文民と明確に区別することで、文民に不条理な被害が波及することを防いだり、非合法交戦者が無秩序に戦闘を拡大して犠牲者を増やさないようにする目的もある。
第二次世界大戦以前の戦争においては、比較的よく遵守されていたが、その後便衣兵・ゲリラなど非合法交戦者による戦闘行為や、文民によるテロ行為など、交戦者資格の四条件が遵守されないケースが多々生じ、今日も各国間に怨恨を生む原因となっているが、ここではその定義と解説についてのみ述べる。
なお、条文はひらがなで表記した。

## 規則条文
ハーグ陸戦条約附属書
陸戦の法規慣例に関する規則
第一款　交戦者
第一章　交戦者の資格
第一条　戦争の法規および権利義務は、単にこれを軍に適用するのみならず、左の条件を具備する民兵および義勇兵団にもまたこれを適用す。
一　　部下の為に責任を負う者その頭に在ること
二　　遠方より認識し得へき固著の特殊徽章を有すること
三　　公然兵器を携帯すること
四　　その動作につき戦争の法規慣例を遵守すること
民兵または義勇兵団をもって軍の全部または一部を組織する国にあっては、これを軍の名称中に包含す。

これを平易に書くと次のとおりである
戦争の法規および権利義務は、単に正規軍だけでなく、下記の条件を満たす民兵や義勇兵団にも適用する。
一　　上官として責任者がいること
二　　遠くからでも判り易い特殊徽章をつけること
三　　武器を隠さず携帯すること
四　　行動する際は戦争の法規と慣例を遵守すること
民兵や義勇兵団を軍の全部または一部とする国においては、これも正規軍と称することができる。

例外規定が第二条に示されている。
第二条	占領せられざる地方の人民にして、敵の接近するに当り、第一条によりて編成を為すの遑(いとま)なく、侵入軍隊に抗敵する為自ら兵器を操る者が公然兵器を携帯し、かつ戦争の法規慣例を遵守するときは、これを交戦者と認む。

## 逐条解説
交戦者資格の四条件を、当時の日本における国際法の第一人者・立作太郎は著書『戦時国際法』(有斐閣、一九一三年)において以下のように解説している。

一　部下の為に責任を負う者その頭に在ること
- 兵士が無秩序、無責任な行動を起こさないために、上官のなかに責任者を置き、指揮下におくことで、兵士に戦争の法規、慣例を遵守させることを定めている。
- 上官の死傷は交戦時には当然起こりうることであり、正規軍では常に次の階位の者が新たな責任者となるべくタテ型の指揮系統を確立しているが、民兵や義勇兵には階級制そのものがない場合もあるので、責任者の必置を強調したものと解される。

二　遠方より認識し得へき固著の特殊徽章を有すること
- 「固着の徽章」とは、所属軍の標識であって、衣服にしっかり固定されて容易に外れない標識をいう。通常これを具備するためには、所属軍の制服を着用していることが望ましいが、民兵や義勇兵を想定して必ずしも制服でなくてもよいとしている。
- 遠方より認識できることを条件とするのは、敵味方や文民との区別を明確にして不必要な被害を拡大しないためであるので、意図的に徽章を隠したり外したりすることは禁じられている。
- 「遠方」の程度については明示されていないが、徽章の視認により戦闘行為におよぶという想定から、銃の射程とする説がある。

三　公然兵器を携帯すること
- 兵器を外見から認識できるように携帯することを求めた条文である。兵器の提示は交戦者である明確な表現であり、その人物が文民でないことを示す重要な条件である。
- 敵の安心を誘因していきなり攻撃する背信的攻撃（同条約第23条第2項）を防止する意図もあるので、敵兵の接近に応じて兵器を隠してもいけない。
- この条文のなかの兵器はあくまで標識であるので、必ずしも攻撃可能なものでなくてもよい（弾切れの銃など）。
- 銃器、刃物、爆発物など種類を問わないが、たとえば仕込杖や小型の銃など、一見して兵器と分かりにくいものは不可とされている。

四　その動作につき戦争の法規慣例を遵守すること
- 兵士、特に法規や慣例について教育を受けていない民兵、義勇兵に戦争の法規、慣例の遵守を求めたものである。
- あくまで個人の兵士について定めたものであり、所属部隊や上官の連帯責任に拡大するものではない。たとえば一人の兵士が重大な違法行為を行ったとしても、所属部隊全体が交戦者特権を失うものではない。